# Joan Quetglas i Veny
Joan Quetglas i Veny (Porreres, 1939 – Palma, 5 de setembre de 2020) va ser un militant independentista i professor de filosofia de l'institut Ramon Llull.

## Biografia
Va anar a estudiar filosofia a la Universitat de Barcelona i allà va militar al Partit Socialista Unificat de Catalunya fins que es va llicenciar el 1966.
En acabat va tornar a Mallorca i va fundar-hi el Partit Socialista d'Alliberament Nacional (PSAN). Se'n va escindir amb el PSAN-Provisional, que posteriorment es va convertir en Independentistes dels Països Catalans. El 1986, ell i la seva dona, Miquela Vadell, van ser uns dels fundadors del Moviment de Defensa de la Terra (MDT) a Mallorca. L'Onze de Setembre de 1987 la policia espanyola va detenir Joan Quetglas i 13 persones més durant una concentració de l'MDT a la pl. del Tub de Palma. Finalment, l'MDT a Mallorca es va dissoldre el 1989.
També va ser membre de la Confederació Nacional del Treball i va ser un dels fundadors de l'Assemblea Popular de Mallorca, que el 1977 va redactar l'Estatut de Cura, un avantprojecte d'estatut d'autonomia per les Illes Balears i Pitiüses que finalment no es va aprovar.